# Fredsduva

Fredsduva

Cyperns statsvapen med en fredsduva

En fredsduva är en duva avbildad med en olivkvist i näbben och är en symbol för fred vid sidan av andra fredstecken och -symboler.
Symbolen återfinns i Gamla Testamentets berättelse om syndafloden, där duvan är glädjens budbärare. Där (första Moseboken 8:8-12) omtalas att Noa skickar ut fåglar från Arken för att leta efter land, först en korp som flög fram och åter tills vattnet hade torkat upp på jorden. Nästa fågel, en duva, fann ingen plats att vila på utan återvände till Arken. Noa väntade då i sju dagar och släppte sedan ut duvan igen. Den flög iväg och kom tillbaka på kvällen med en olivkvist i näbben.
Då förstod Noa att vattnet hade sjunkit undan. Han väntade då i ytterligare sju dagar. När han sedan släppte ut duvan en tredje gång, kom den inte tillbaka. Kvar på Arken fanns dock ytterligare sex par duvor.
1949 skapade Pablo Picasso en målning av en fredsduva för världsfredskongressen i Paris. Målningen blev en symbol för hela fredsrörelsen.
Fredsduvan kan i vissa fall användas inom heraldiken då den har avbildats på vissa statsvapen. Cyperns statsvapen är ett sådant exempel.